# جت‌سوئیت
جت‌سوئیت (به انگلیسی: JetSuite) یک شرکت هواپیمایی است که در تاریخ ۲۰۰۶ میلادی تأسیس شده‌است.
دفتر مرکزی جت‌سوئیت در ارواین، کالیفرنیا واقع شده‌است.